# Børge Thing
Børge Thing (18. april 1917 i Herning – 30. juni 1971) var en dansk modstandsmand under Besættelsen og i en periode leder af sabotagegruppen BOPA.
Børge Thing kom fra et indremissionsk hjem i Herning og fik uddannelse som blikkenslager.
Han mødte sin senere hustru, Dora, på et højskoleophold i København.
Hun introducerede den da socialdemokratiske Thing til kommunismen.
I 1942 begyndte han illegalt arbejde.
I den første tid udførte han aktioner mod danske nazisters forretninger hvor ruder blev knust og brandbomber kastet ind.
Med baggrund i kommunistloven blev Thing arresteret i april 1943 og fik en dom på 4 måneds fængsel, som han afsonede i Vestre Fængsel.
Han flygtede den 23. august 1943 og gik under jorden.
Også i 1943 måtte hans kone og datter flygte til Sverige på grund af Doras jødiske baggrund, og Børge Thing genså dem først i maj 1945.
Børge Thing blev i 1944 leder af BOPA.
Efter Besættelsen blev Thing uddannet på Hærens Officersskole og officer i den danske hær.
Han blev udstationeret i Odense.
Der var dog ikke accept i den traditionelle del af den danske hær for optagelsen af modstandsfolk og især kommunister.
Things forhold til kommandanten i Odense, Oberst Dall, blev så dårligt at han søgte forflyttelse til Vordingborg, hvor forholdene dog ikke var bedre, og Thing søgte pension og gik af den 1. august 1956.
Efter krigen plagedes Things også af mareridt og tiltagende drikkeri i en tilstand der i dag kunne være diagnosticeret som post-traumatisk-stress-syndrom.
I 1945 udgav Børge Thing bogen Sabotage, udarbejdet sammen med en journalist og udgivet under Things BOPA-dæknavn "Brandt". Bogen, som Thing havde arbejdet på under krigen, fortalte om sabotagearbejdet ud fra et kollektivt synspunkt.
Børge Thing fik den 9. april 1940 indsprøjtet kontraststoffet thorotrast i forbindelse med en behandling på Rigshospitalet foretaget af Richard Malmros.
Things tidlige død som 54-årig med leverkræft tilskrives det radioaktive stof.
Han var far til Morten Thing, der udgav bogen Sabotøren – min fars historie i 2011.